# マーシャル・ラーナー条件
マーシャル・ラーナー条件(英: Marshall-Lerner condition)は、一国の実質為替レートの下落がその国の貿易収支を改善させるかどうかについての条件式を与えるものである。経済学者アルフレッド・マーシャルとアバ・ラーナーによって提唱された。

## 概説
経常収支{\displaystyle CA}は輸出額{\displaystyle EX}と輸入額
{\displaystyle qEX^{\star }}
との差である。{\displaystyle q}は実質為替レートであり、
{\displaystyle EX^{\star }}
は外貨で測定された輸入額である。
{\displaystyle C\!A=EX-qEX^{\star }}
経常収支と輸入額は共に{\displaystyle q}と国内の所得レベル{\displaystyle Y}の関数である。海外の所得を一定だと仮定しているので{\displaystyle EX}は{\displaystyle q}のみの関数である。ここでは国内の可処分所得は一定という仮定をおいている。経常収支の式の全微分を考えて
{\displaystyle dC\!A={\frac {\partial EX}{\partial q}}dq-q\left({\frac {\partial EX^{\star }}{\partial q}}dq+{\frac {\partial EX^{\star }}{\partial Y}}dY\right)-(dq)EX^{\star }}
を得る。ここで、実質為替レートに対する輸出需要の弾性値と輸入需要の弾性値をそれぞれ
{\displaystyle \zeta \equiv {\frac {q}{EX}}{\frac {\partial EX}{\partial q}}\;\quad \zeta ^{\star }\equiv -{\frac {q}{EX^{\star }}}{\frac {\partial EX^{\star }}{\partial q}}}
と定義する。さらに初期状態においては経常収支はプラスマイナスゼロだと仮定する。
{\displaystyle EX=qEX^{\star }}
この場合、経常収支の実質為替レートに関する1階の偏微分
{\displaystyle {\frac {\partial C\!A}{\partial q}}}
がゼロより大きくなる条件は
{\displaystyle \zeta +\zeta ^{\star }>1}
であり、これがマーシャル・ラーナー条件である。